# Ein Tag im September
Ein Tag im September ist ein Dokumentarfilm der BBC aus dem Jahr 1999, der die Ereignisse der Geiselnahme von München 1972 nachvollzieht, bei der ein palästinensisches Terrorkommando während der Olympischen Sommerspiele von 1972 elf Athleten der israelischen Mannschaft als Geiseln nahm und später tötete.
Der Dokumentarfilm wurde im Jahr 2000 mit dem Oscar als bester Dokumentarfilm ausgezeichnet. Das gleichnamige Buch von Simon Reeve gibt nach Angaben von Regisseur Kevin Macdonald die Inhalte wieder, die im Film nicht untergebracht werden konnten.

## Inhalt
Dokumentiert wird ausschließlich mit Originalaufnahmen sowie Interview-Mitschnitten. Der Film beginnt mit einem Werbespot des Münchener Büros für Tourismus, um dann zu Interviews mit den Hinterbliebenen der israelischen Athleten überzuleiten. Im weiteren Verlauf kommen verschiedene Beobachter und Verantwortliche zu Wort, darunter auch Ulrich Wegener, der Gründer der GSG 9.
Die Geiselnahme selbst wird aus Sicht verschiedener Zeitzeugen beleuchtet, unter anderem aus dem damaligen deutschen Sicherheitsteam. Hierbei werden besonders Versäumnisse der deutschen Sicherheitskräfte aufgezeigt, die die Hilfe israelischer Anti-Terror-Experten ablehnten und die Geiselnahme selbst beenden wollten, was dann katastrophal endete.
Am Ende nimmt der Film Bezug auf die Entführung der Lufthansa-Maschine Kiel nach Zagreb, mit der am 29. Oktober desselben Jahres die drei festgenommenen Terroristen freigepresst wurden. Basierend auf der (im Film nicht dokumentierten) Aussage eines der palästinensischen Flugzeugentführer wird die Affäre um die LH 615 als ein „Komplott“ dargestellt, den die deutsche Regierung in „geheimer Absprache“ mit den Palästinensern „organisiert“ haben soll, um sowohl zukünftige Terroranschläge auf deutschem Boden als auch das Gerichtsverfahren gegen die Terroristen zu vermeiden, in dem operative Mängel in der Terrorabwehr bekannt geworden wären. Ulrich Wegener vermutet, dass diese Interpretation der Ereignisse wahr ist. Hans-Jochen Vogel insinuiert ohne weitere Ausführungen, dass der damalige Bundeskanzler Willy Brandt keine Alternative zu einer verdeckten Operation hatte.

## Hintergrund
Als Rechercheure waren Felicitas Stark, Monica Maurer, Felix Moeller und Lin McConnell sowie der palästinensische Journalist Khalil Abed Rabbo an der Entstehung des Filmes beteiligt. Die zahlreichen für den Film geführten Interviews wurden von Gillian Dodders geschnitten.
Der Film wurde im deutschen Free-TV erstmals am 31. August 2000 ab 20.15 Uhr von der ARD ausgestrahlt.

### Zu Wort kommende Personen
Schauspieler Michael Douglas fungiert als Erzähler des Films, in der deutschen Sprachfassung spricht Otto Sander den begleitenden Kommentar.
Der Film beinhaltet das erste von einem westlichen Journalisten geführte Interview mit Jamal Al-Gashey.
Des Weiteren kommen zu Wort:
- Hans-Dietrich Genscher, damals Innenminister der Bundesrepublik Deutschland
- Ankie Spitzer, Witwe des ermordeten israelischen Fechttrainers André Spitzer
- Anouk Spitzer, Tochter von André und Ankie Spitzer, die ihren Vater nie kennenlernte
- Ulrich Wegener, damals Verbindungsoffizier des BGS beim Bundesministerium des Innern, danach Gründungskommandeur der Anti-Terror-Einheit GSG 9
- Tzwi Zamir, damals Direktor des Mossad
- Vertreter des Internationalen Olympischen Komitees
- Überlebende Mitglieder der israelischen Olympiamannschaft
- Hans-Jochen Vogel, Münchener Oberbürgermeister während der erfolgreichen Olympiabewerbung, zum Zeitpunkt des Attentats bereits Mitglied des Deutschen Bundestages

## Auszeichnungen
Der Film gewann im Jahr 2000 den Oscar als Bester Dokumentarfilm sowie die Goldene Kamera in der Kategorie Film – International.
Auch wurde er zweifach mit dem British Independent Film Award ausgezeichnet: Den Douglas Hickox Award gab es für Regisseur Kevin Macdonald, die für den Schnitt verantwortliche Justine Wright wurde als beste Newcomerin geehrt.
Des Weiteren wurde Ein Tag im September jeweils für den Preis als bester Dokumentarfilm bei der International Documentary Association, den European Film Awards, den Online Film Critics Society Awards und den Satellite Awards nominiert.

## Kritik
Roger Ebert lobte den Film als „aufregend“, kritisierte aber die unangemessene Verwendung von Filmmaterial aus Hitlerdeutschland sowie geschmacklose Filmmontagen von Leichenbildern und Rockmusik (Child in Time von Deep Purple findet hierbei Verwendung). Außerdem hätte seiner Ansicht nach die Frage gestellt werden müssen, warum die Palästinenser die Geiselnahme begangen haben. Den Kernaussagen des Films stimmte er nicht zu, und er monierte, dass der Film mit einem Oscar ausgezeichnet wurde, ohne dass er vorher auch nur in einem einzigen Kino gezeigt worden sei.